# Olimpiada Pagesa
L'Olimpíada pagesa de la Mola, celebrada a Formentera, és una de les mostres de cultura popular més autèntiques que es pot trobar a les Pitiüses en el segle XXI. La festa barreja tradició i modernitat amb la implicació de centenars de veïns que aportar el saber tradicionals i els costums de l'ila.

## XI Olimpíada Pagesa[1]
La comissió de festes de la Mola va tornar a reunir ahir 11 de març de 2012 al Pilar de la Mola a unes 1.200 persones que al llarg de la jornada visitaren i gaudiren de les activitats organitzades amb motiu de l'onzena edició de la 'Olimpíada pagesa de la Mola'. El més destacable va ser l'organització, assumida per desenes de voluntaris anònims que s'impliquen cada any en aquesta festa perquè siga un èxit i tenga una resposta massiva de participació. La clau està en el baix pressupost, aquest any uns 12.000 euros, i en la gran implicació dels vesins.
David Costa, el portaveu de la comissió de festes, es va mostrar molt satisfet amb el desenvolupament de totes les activitats: «Es dia mos ha acompanyat, hem tengut sort amb so sol i després sa gent ha respost com sempre».
A primera hora del matí ja estaven disposats tots els llocs amb mostres de bestiar autòcton: conills, porcs, ovelles i gallines que el públic va observar i va valorar com si fos la primera vegada que entràs en contacte amb aquests animals. També hi va haver una mostra d'aus rapinyaires a càrrec d'una de les associacions de falconeria de Palma que va aportar un impressionant astor, una àguila i diverses aus autòctones com un diminut xot, entre d'altres. A pocs metres d'aquesta mostra els aficionats a la caça tradicional amb arc, podien provar punteria sobre unes dianes en forma de porc salvatge, gallina, cérvol i llop. Mentrestant, una de les productores de cultius biològics locals estenia les seves exuberants cols, pastanagues i altres hortalisses sobre una taula en la qual compartien presència amb formatges, mel i vi.
Al migdia, el mossènyer de Formentera, Miquel Àngel Riera, va oficiar una missa de campanya dins la carpa muntada al recinte escolar de la Mola, que va acollir el gruix dels actes. Mentrestant, en l'esmentat espai el grup d'escaladors 'Penjats de Formentera' van muntar una tirolina per a petits i adults que va ser una de les novetats de l'edició d'enguany. Alhora hi va haver, com sempre, mostres d'artesania popular (d'Eivissa) i un espai ocupat per als aficionats locals, cada vegada més nombrosos, a l'aeromodelisme, amb models cada any més espectaculars.
El grup de ball folklòric Brises de Sant Antoni també va participar com a convidat davant un públic que va gaudir de la mostra de ball tradicional. A partir de les 14 hores els millors cuiners i cambrers de Formentera de la comissió de festes van començar a repartir la paella, que van degustar unes mil persones.
Després van començar les proves de l'Olimpíada amb l'encesa de la flama olimpica que va anar a càrrec dels alumnes del col·legi del Pilar. A partir d'aquest moment la diversió va córrer a dojo amb les diferents proves a concurs.
Cal destacar la predisposició dels concursants, que amb el pas dels anys s'impliquen més deixant de banda la timidesa.

## Proves de l'Olimpíada Pagesa
Les proves de l'Olimpíada Pagesa varen començar amb l'encesa de la flama olímpica que va anar a càrrec dels alumnes del col·legi del Pilar.
- Cadires:

Aquesta prova és el típic joc de la cadira, on es van eliminant cadires i jugadors, al ritme de la música típica de les Illes Pitiüses. Aquesta prova comença amb un total de 30 cadires, on al final només queda una, que és la que han de lluitar els dos finalistes per tal d'aconseguir la medalla, a més aquesta prova consta de dues rondes: una ronda pels menors d'edat i una altra per als majors d'edat per tal que no hi hagi superioritat per part dels majors contra els menors.
- Carretilles:

En aquesta prova es participa amb parelles. La primera persona de la parella haurà de pujar a la carretilla i posar-se el casc, mentre l'altra persona agafa la carretilla i la porta d'una banda a l'altra de la pista. Quan ha anat d'una banda a l'altra de la pista, es canvia de persona i també s'han de canviar el casc, si no queden desqualificats. La primera parella que vagi les dues vegades d'una banda a l'altra de la pista guanya. Aquesta prova consta de 4 rondes, perquè així les 4 parelles guanyadores de cada ronda van a la gran final on s'aconsegueix la medalla.
- “Brular el corn”:

Aquesta prova de tracta d'agafar el corn (Caragol marí), i intentar fer la “brulada” més llarga, sense importar la manera de bufar. El participant que faci la “brulada” més llarga serà el guanyador.
- Ski:

En aquesta prova es participa en parelles. Es tracta que les dues parelles han de posar-se drets damunt de dos ‘’skis de madera’’ i caminar de manera coordinada, perquè si no les parelles no podran avançar. En aquesta prova només s'ha d'anar a mitja pista i tornar. Igual que la prova de les carretilles, aquesta prova també consta de 4 rondes, perquè així les 4 parelles guanyadores de cada ronda van a la gran final on s'aconsegueix la medalla.
- Camilles:

En aquesta prova les parelles han d'agafar una camilla i anar corrent a l'altra banda de la pista a recollir 5 paques de palla. Hauran de fer 2 viatges obligats, per exemple, primer 2 paques i després les 3 restants, si agafen les 5 quedaran desqualificats, aquesta prova també consta de 4 rondes, perquè així les 4 parelles guanyadores de cada ronda van a la gran final on s'aconsegueix la medalla.
- Kamasutra:

Aquesta és la prova més coneguda de l'Olimpíada, es participa amb parelles mixtes o del mateix sexe. Aquesta prova tracta d'anar rebentant globus practicant unes determinades postures sexuals. La parella que menys tardi serà la parella guanyadora, tot i així a totes les edicions hi ha parelles que participen per tal de fer riure a la gent.
- Corda:

Aquesta prova és el típic joc d'estirar a la corda. Els equips han d'estar formats per un total de 8 participants. La prova es fa en dues etapes: estirar a la corda femenina i estirar a la corda masculina. En aquesta ronda també es fan diverses proves per tal que es classifiquen dos equips per a la final.
Quan varen acabar totes les proves, la flama encesa per alumnes del col·legi del Pilar es va consumir i això va ser el senyal que marcava el final de l'Olimpíada Pagesa.